# 2168 Swope
A 2168 Swope (ideiglenes jelöléssel 1955 RF1) a Naprendszer kisbolygóövében található aszteroida. Indianai Egyetem fedezte fel 1955. szeptember 14-én.